# Fredrik Kempe
Fredrik Kempe (Vårgårda, 29 aprile 1972) è un compositore svedese.
Ha scritto molte canzoni per il Melodifestivalen.

## Elenco delle canzoni scritte da Kempe per il Melodifestivalen
| Anno | Canzone                  | Artista                         | Musica e Testo                                                                                   | Risultato            |
| ---- | ------------------------ | ------------------------------- | ------------------------------------------------------------------------------------------------ | -------------------- |
| 2004 | "Finally"                | Fredrik Kempe                   | Fredrik Kempe (m/l)                                                                              | 8° Seconda Chance    |
| 2005 | "Du och jag mot världen" | Fredrik Kempe and Sanna Nielsen | Bobby Ljunggren (m), Fredrik Kempe (m/l), Henrik Wikström (m)                                    | 8°                   |
| 2007 | "Cara Mia"               | Måns Zelmerlöw                  | Fredrik Kempe (m/l), Henrik Wikström (m)                                                         | 3°                   |
| 2007 | "Rainbow Star"           | Regina Lund                     | Fredrik Kempe (m/l), Bobby Ljunggren (m), Regina Lund (l)                                        | 8° in s.f.           |
| 2007 | "Vågar du, vågar jag"    | Sanna Nielsen                   | Bobby Ljunggren (m), Fredrik Kempe (m/l), Henrik Wikström (m)                                    | 7°                   |
| 2008 | "Pame (Πάμε)"            | Daniel Mitsogiannis             | Fredrik Kempe (m/l), Henrik Wikström (m)                                                         | 7° in s.f            |
| 2008 | "Hero"                   | Charlotte Perrelli              | Fredrik Kempe (m/l), Bobby Ljunggren (m)                                                         | Vincitore            |
| 2009 | "Hope & Glory"           | Måns Zelmerlöw                  | Fredrik Kempe (m/l), Måns Zelmerlöw (l), Henrik Wikström (m)                                     | 4°                   |
| 2009 | "You're Not Alone"       | BWO                             | Fredrik Kempe (m/l), Alexander Bard (m/l), Anders Hansson (m/l)                                  | 6° seconda chance    |
| 2009 | "Moving On"              | Sarah Dawn Finer                | Sarah Dawn Finer (m/l), Fredrik Kempe (m/l)                                                      | 6°                   |
| 2009 | "La voix"                | Malena Ernman                   | Malena Ernman (l), Fredrik Kempe (m/l)                                                           | Vincitore            |
| 2010 | "Manboy"                 | Eric Saade                      | Fredrik Kempe (m/l), Peter Boström (m)                                                           | 3°                   |
| 2010 | "Hollow"                 | Peter Jöback                    | Anders Hansson (m/l), Fredrik Kempe (m/l)                                                        | 9°                   |
| 2011 | "Alive"                  | Linda Pritchard                 | Oscar Görres (m/l), Fredrik Kempe (m/l)                                                          | 6° seconda chance    |
| 2011 | "Popular"                | Eric Saade                      | Fredrik Kempe (m/l)                                                                              | Vincitore            |
| 2011 | "The King"               | The Playtones                   | Peter Kvint (m/l), Fredrik Kempe (m/l)                                                           | 6°                   |
| 2011 | "Tid att andas"          | Simon Forsberg                  | Fredrik Kempe (m/l)                                                                              | 8° in s.f.           |
| 2012 | "The Girl"               | Charlotte Perrelli              | Alexander Jonsson (m/l), Fredrik Kempe (m/l)                                                     | 5° in s.f            |
| 2012 | "Youngblood"             | Youngblood                      | Fredrik Kempe (m/l), David Kreuger (m/l)                                                         | 6° in seconda chance |
| 2013 | "Burning Flags"          | Cookies 'N' Beans               | Fredrik Kempe (m/l)                                                                              | 7° in seconda chance |
| 2013 | "Begging"                | Anton Ewald                     | Fredrik Kempe (m/l), Anton Malmberg Hård af Segerstad (m/l)                                      | 4° place             |
| 2013 | "Heartstrings"           | Janet Leon                      | Fredrik Kempe (m/l), Anton Malmberg Hård af Segerstad (m/l)                                      | 5° in s.f            |
| 2014 | "Bröder"                 | Linus Svenning                  | Fredrik Kempe (m/l)                                                                              | 5°                   |
| 2014 | "Undo"                   | Sanna Nielsen                   | Fredrik Kempe (m/l), David Kreuger (m/l), Hamed Pirouzpanah (m/l)                                | Vincitore            |
| 2014 | "Yes We Can"             | Oscar Zia                       | Fredrik Kempe (m/l), David Kreuger (m/l), Hamed Pirouzpanah (m/l)                                | 8°                   |
| 2014 | "Blame It On The Disco"  | Alcazar                         | Fredrik Kempe (m/l), David Kreuger (m/l), Hamed Pirouzpanah (m/l)                                | 3°                   |
| 2015 | "Sting"                  | Eric Saade                      | Sam Arash Fahmi (m/l), Fredrik Kempe (m/l), David Kreuger (m/l), Hamed "K-one" Pirouzpanah (m/l) | 5°                   |
| 2015 | "Forever Starts Today"   | Linus Svenning                  | Aleena Gibson (m/l), Anton Malmberg Hård af Segerstad (m/l), Fredrik Kempe (m/l)                 | 6°                   |
| 2015 | "I See You"              | Kristin Amparo                  | Kristin Amparo (m/l), Fredrik Kempe (m/l), David Kreuger (m/l)                                   | seconda chance       |
| 2016 | "Bada nakna"             | Samir & Viktor                  | David Kreuger (m/l), Anderz Wrethov (m/l), Fredrik Kempe (m/l)                                   | 12°                  |
| 2018 | "Party Voice"            | Jessica Andersson               | Fredrik Kempe, David Kreuger, Niklas Carson Mattsson, Jessica Andersson                          | 11°                  |
| 2018 | "Fuldans"                | Rolandz                         | Fredrik Kempe, David Kreuger, Robert Gustafsson, Regina Hedman                                   | 10°                  |

## Canzoni scritte da Kempe per il Melodi Grand Prix
Nel 2010 ha scritto una canzone per il Melodi Grand Prix, selezione norvegese per l'Eurovision, intitolata "My Heart is Yours" e cantata da Didrik Solli-Tangen, vincendo l'evento.

## Discografia
- Bohème (2004-04-21)
- Songs For Your Broken Heart (2002-12-02)